# Segunda-feira Santa

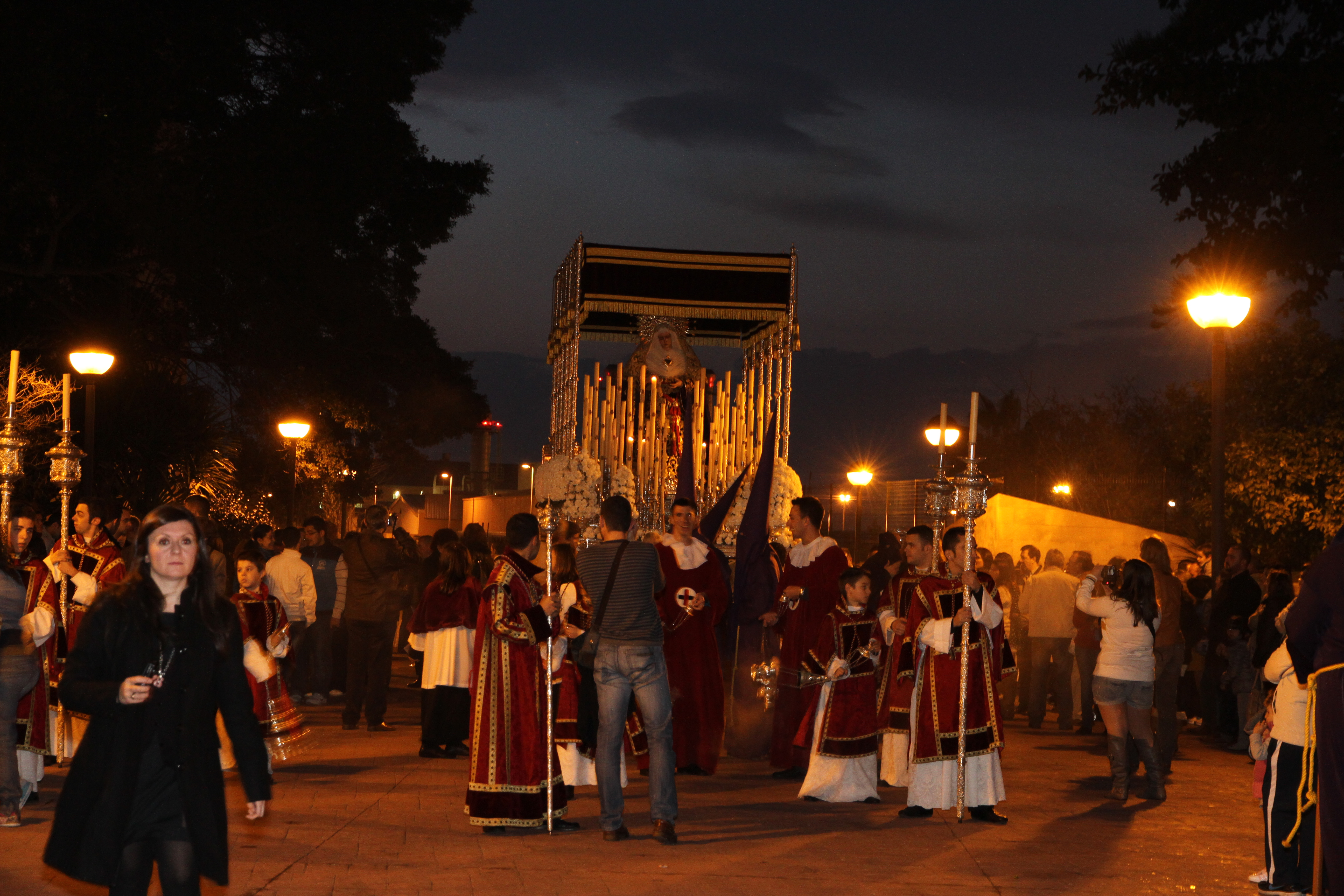
Procissão de Nossa Senhora das Dores na Segunda-feira Santa em Ceuta, Espanha.

Segunda-feira Santa ou Grande e Sagrada Segunda-feira (em grego: Μεγάλη Δευτέρα; romaniz.: Megale Deutera) é a segunda-feira que precede a celebração da morte e ressurreição de Jesus. É o segundo dia da Semana Santa no cristianismo ocidental, depois do Domingo de Ramos, e o terceiro no cristianismo oriental, depois do Sábado de Lázaro e do Domingo de Ramos.

## Narrativa bíblica
Os evangelhos contam alguns dos eventos que tradicionalmente se acredita terem ocorrido na segunda-feira antes da morte de Jesus. Um dos mais famosos e conhecidos deles é Jesus amaldiçoando a figueira (Mateus 21:18–22 e Marcos 11:20–26), Jesus limpando o Templo e diversas parábolas.

## Cristianismo ocidental
Na Igreja Católica Apostólica Romana, a leitura do Evangelho durante a Missa é João 12:1–9, um evento que, cronologicamente, ocorreu antes da Entrada triunfal de Jesus em Jerusalém, descrita em João 12:12–19. As outras leituras do dia são Isaías 42:1–7 e o Salmo 27.
Poucas denominações protestantes têm serviços específicos para a Segunda-feira Santa. As que têm, geralmente seguem o padrão geral da observância católica.

## Cristianismo oriental

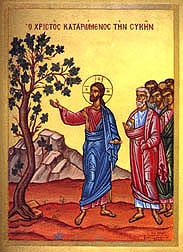
Jesus amaldiçoando a figueira, um evento celebrado na Segunda-feira Santa.

Na Igreja Ortodoxa e nas Igrejas Católicas Orientais de rito bizantino, este dia é chamado de "Grande e Santa Segunda-feira" ou "Grande Segunda-feira". Neste dia, a Igreja comemora o definhamento da figueira sem frutos (Mateus 21:18–22), um símbolo do julgamento que irá recair sobre os que não produzirem os frutos do arrependimento. Os hinos deste dia também relembram a história de José, o filho de Jacó, que sofreu inocentemente pelas mãos de seus próprios irmãos (Gênesis 37) e por conta de falsas acusações (Gênesis 39 e 40). Sua história é vista como um tipo (um prenúncio) da Paixão de Cristo.
Pela manhã, a leitura é do Evangelho de Mateus (Mateus 21:18–43).
Os quatro evangelhos são divididos e lidos integralmente durante as chamadas "Pequenas Horas" (terceira, sexta e nona) durante os três primeiros dias da Semana Santa, finalizando em João 13:31. Há várias formas diferentes de dividir o texto, mas a mais comum para a Grande Segunda-feira é:
- Terceira hora – primeira metade de Mateus
- Sexta hora – segunda metade de Mateus
- Nona hora – primeira metade de Marcos

Na sexta hora também ocorre uma leitura do Livro de Ezequiel (Ezequiel 1:1–20).
Durante a liturgia são realizadas mais duas leituras do Antigo Testamento (Êxodo 1:1–20 e Jó 1:1–12). Não há leitura de epístolas e a leitura do Evangelho é Mateus 24:3–35.